# Cái Bè (xã)
Cái Bè là một xã thuộc tỉnh Đồng Tháp, Việt Nam.

## Địa lý
Xã Cái Bè có vị trí địa lý:
- Phía đông giáp xã Bình Phú và Hiệp Đức.
- Phía tây giáp xã Mỹ Đức Tây và An Hữu.
- Phía tây bắc giáp xã Mỹ Thiện.
- Phía bắc giáp xã Hội Cư.
- Phía nam giáp tỉnh Vĩnh Long, ranh giới là sông Tiền.

Xã Cái Bè có diện tích 41,14 km², dân số năm 2025 là 59.661 người, mật độ dân số đạt 1.448 người/km²., bao gồm người Kinh, người Hoa, người Khmer,...
Từ Quốc lộ 1 hướng từ Tp.HCM chạy về Cần Thơ đến Ngã ba Cái Bè, điểm giao quốc lộ với đường tỉnh 875, xã nằm bên trái quốc lộ, ở cuối tỉnh lộ dài 2,5 km này. Trục đường chạy từ bắc xuống nam, là trục chính giao thông của xã. Xã Cái Bè nằm ở sát bờ sông Tiền.
Các sông, kênh, rạch chảy qua địa bàn xã gồm: rạch Bà Hợp, rạch Cầu Chùa, rạch Cây Cam (dài 1,5 km), sông Cái Bè (dài 2,5 km), sông Phú An, sông Tiền.

## Hành chính
Xã được chia thành 5 khu phố: 1A, 1B, 2, 3, 4.

## Lịch sử
Phần đất xã hiện nay vốn là phần đất thuộc làng Đông Hòa Hiệp. Năm 1808, thời vua Gia Long có 3 thôn An Bình Đông, An Bình Tân và An Thành thuộc tổng Kiến Phong, thời vua Thiệu Trị thuộc tổng Phong Hòa.

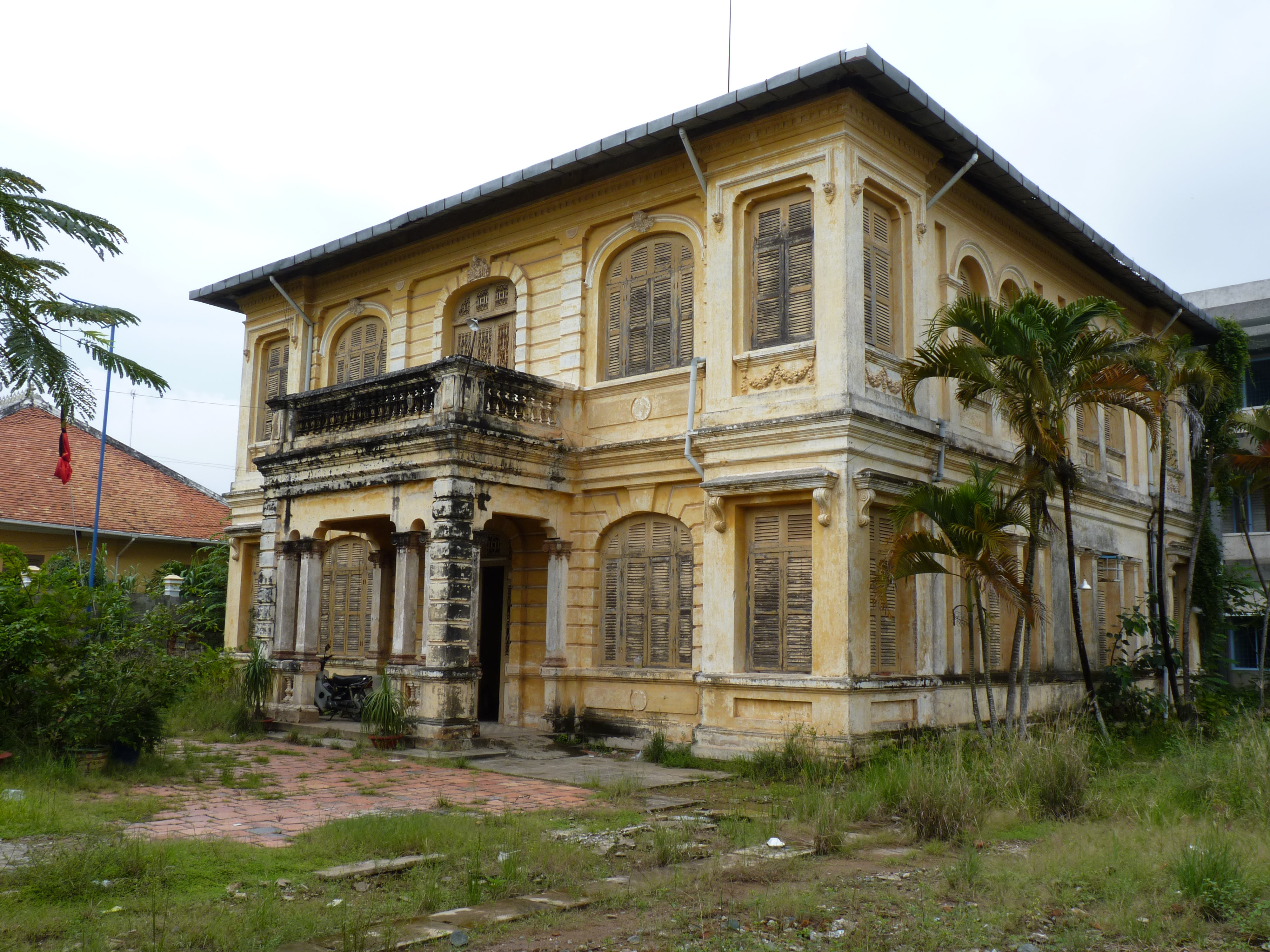
Một căn nhà cổ.

Ngày 12 tháng 7 năm 1877, làng An Bình Tây đổi thành Phú Hòa, làng An Thành đổi thành An Hiệp.
Ngày 13 tháng 12 năm 1913, làng Phú Hòa sáp nhập với làng An Bình Đông lấy tên là An Bình Đông.
Ngày 24 tháng 10 năm 1925, sáp nhập làng An Bình Đông với An Hiệp lấy tên là Đông Hòa Hiệp, thuộc tổng Phong Hòa.
Trong chiến tranh Đông Dương, chính quyền Việt Nam Dân chủ Cộng hòa gọi là xã Đông Hòa Hiệp thuộc huyện Cái Bè. Chính quyền Quốc gia Việt Nam đặt xã Đông Hòa Hiệp thuộc tổng Phong Hòa, quận Cái Bè, tỉnh Định Tường.
Trong chiến tranh Việt Nam, Mặt trận Giải phóng miền Nam gọi là thị trấn Cái Bè thuộc huyện Cái Bè, tỉnh Mỹ Tho, chính quyền Việt Nam Cộng hòa vẫn gọi là xã Đông Hòa Hiệp thuộc quận Cái Bè, tỉnh Định Tường.
Trước ngày 16 tháng 6 năm 2025, Cái Bè là thị trấn huyện lỵ của huyện Cái Bè cũ.
Ngày 16 tháng 6 năm 2025, Ủy ban Thường vụ Quốc hội ban hành Nghị quyết số 1663/NQ-UBTVQH15 về việc sắp xếp các đơn vị hành chính cấp xã của tỉnh Đồng Tháp năm 2025. Theo đó, sắp xếp toàn bộ diện tích tự nhiên, quy mô dân số của thị trấn Cái Bè và các xã Đông Hòa Hiệp, Hòa Khánh thành xã mới có tên gọi là xã Cái Bè.
Sau khi sáp nhập, xã Cái Bè có 41,14 km² diện tích tự nhiên và dân số 59.611 người.

## Kinh tế – Xã hội

### Giao thông
Xã nằm cuối đường tỉnh 875, con đường dài 2,5 km chạy từ bắc xuống nam, là trục chính giao thông của xã. Vào năm 2014, đoạn tỉnh lộ 875 từ nghĩa trang Sùng Chính, nằm ngoài rìa xã, kéo dài đến cầu Cái Bè được đổi tên thành đường Nguyễn Chí Công. Đây là con đường lớn nhất và sầm uất nhất xã.
Cầu Cái Bè là cây cầu chính của xã, cầu bắc qua kênh 28, ngay sát ngã ba kênh 28 với sông Cái Bè, trung tâm thương mại Cái Bè nằm ngay sát cầu. Từ cầu Cái Bè chạy thẳng về hướng sông Tiền là đường Trương Công Định. Cầu Cái Bè 2 là cầu quan trọng thứ hai ở xã, đây là cầu mới được xây dựng nằm về hướng nam xã, hoàn thành vào tháng 1 năm 2017, từ cầu nhìn ra xa là ngã ba sông Cái Bè và sông Tiền, còn được gọi là vàm Long Hải, từ cầu chạy về hướng đông bắc chừng 1km là điểm giao với đường tỉnh lộ 864 con đường chạy theo hướng tây-đông xuyên suốt phía nam tỉnh, chạy dài cho đến phường Mỹ Tho.

### Kinh tế

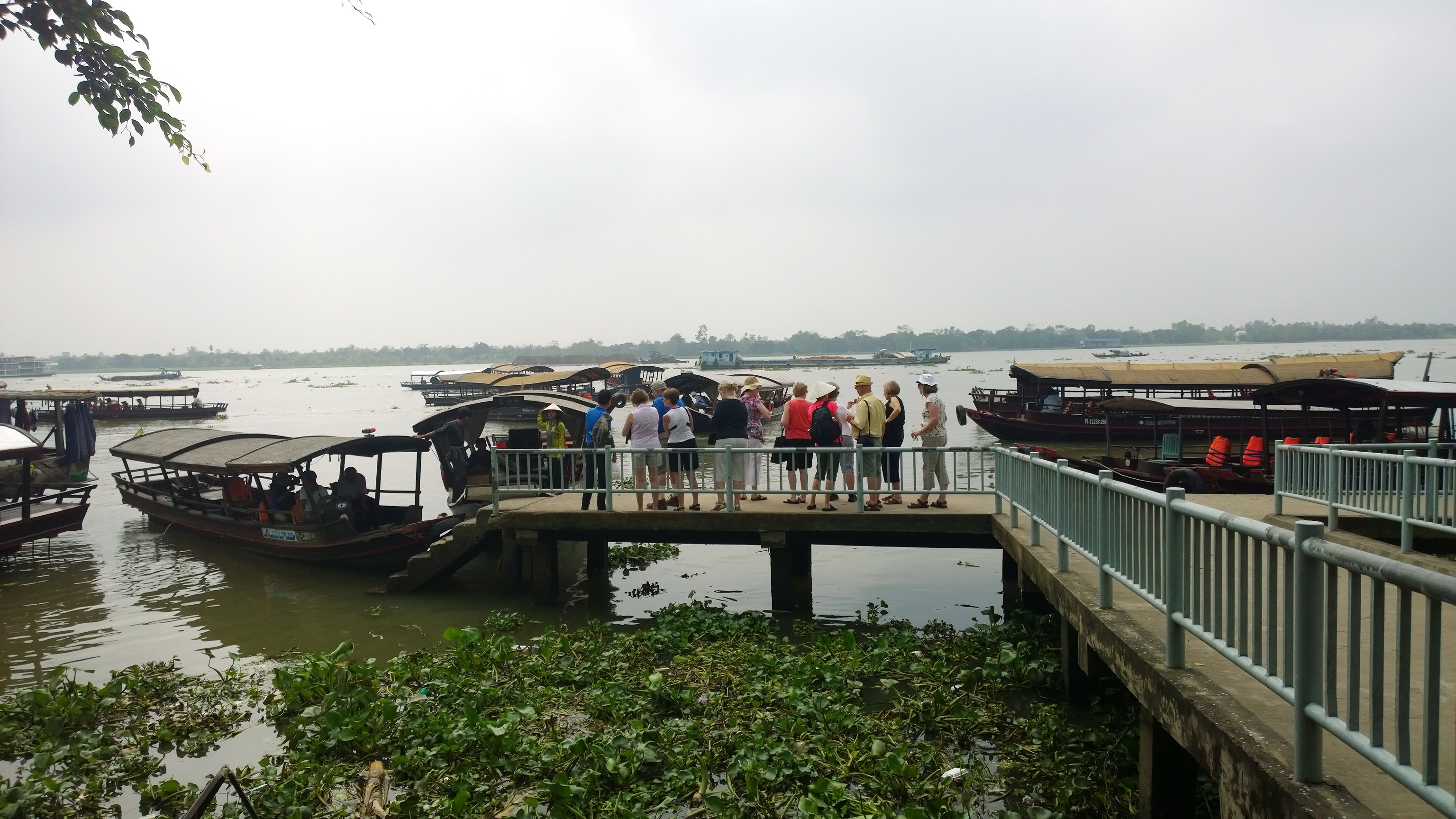
Khách du lịch tại cầu tàu du lịch.

Kinh tế chủ yếu tập trung vào các lĩnh vực như buôn bán, dịch vụ, chế biến thực phẩm và các ngành tiểu thủ công nghiệp khác. Trung tâm mua bán lớn nhất và nổi tiếng nhất trước đây của xã là chợ nổi Cái Bè. Chợ nổi là nơi trao đổi, mua bán và là vựa trái cây lớn của tỉnh Đồng Tháp. Khu chợ nổi giờ đã thưa thớt nhưng từng một thời là nơi thu hút một lượng lớn khách du lịch, đặc biệt là du khách nước ngoài đến tham quan. Ngoài chợ nổi, trong xã có nhiều nhà cổ. Ở phía nam xã có khu du lịch sông nước Xẻo Mây nằm trên đường Xẻo Mây.

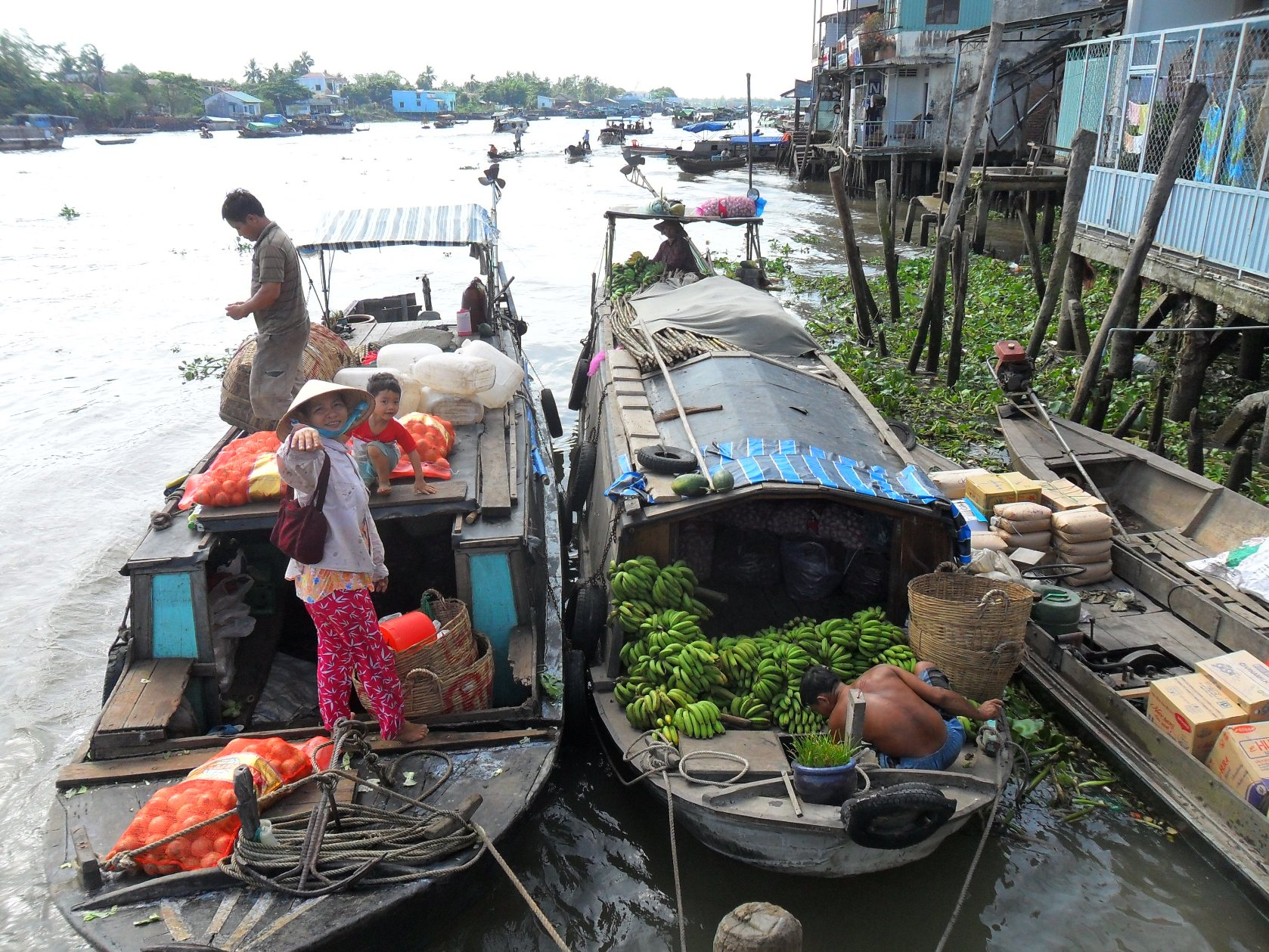
Chợ nổi Cái Bè

Sát bờ sông Tiền có bến phà Cái Bè - Tân Phong sang cù lao Tân Phong, nơi được mệnh danh là miền đất “quả vàng” trên sông Tiền. Kinh tế xã cũng gắn liền với du lịch tham quan làng cổ Đông Hòa Hiệp.

### Xã hội
Xã có 2 điểm trường mẫu giáo, 4 điểm trường tiểu học, 2 điểm trường trung học cơ sở, trường Trung học Phổ thông Cái Bè, Trung học Phổ thông Huỳnh Văn Sâm, 2 điểm trường giáo dục thường xuyên, 1 trường dạy nghề.
Năm 2008, trạm y tế xã có 1 bác sĩ, 2 y sĩ, 1 y tá, 2 dược tá; các tổ chức chăm sóc sức khoẻ cộng đồng gồm 1 hộ lý, 2 nha tá, 1 lương y.
Xã có 5 bà mẹ Việt Nam Anh hùng: Nguyễn Thị Ép, Nguyễn Thị Tư, Huỳnh Thị Giác, Nguyễn Thị Nén, Trần Thị Muôn; 96 liệt sĩ, 38 thương binh, 1 lão thành cách mạng, 4 gia đình có công với nước, 1 huân chương của tập thể và 112 huân chương cá nhân.

## Thư viện ảnh

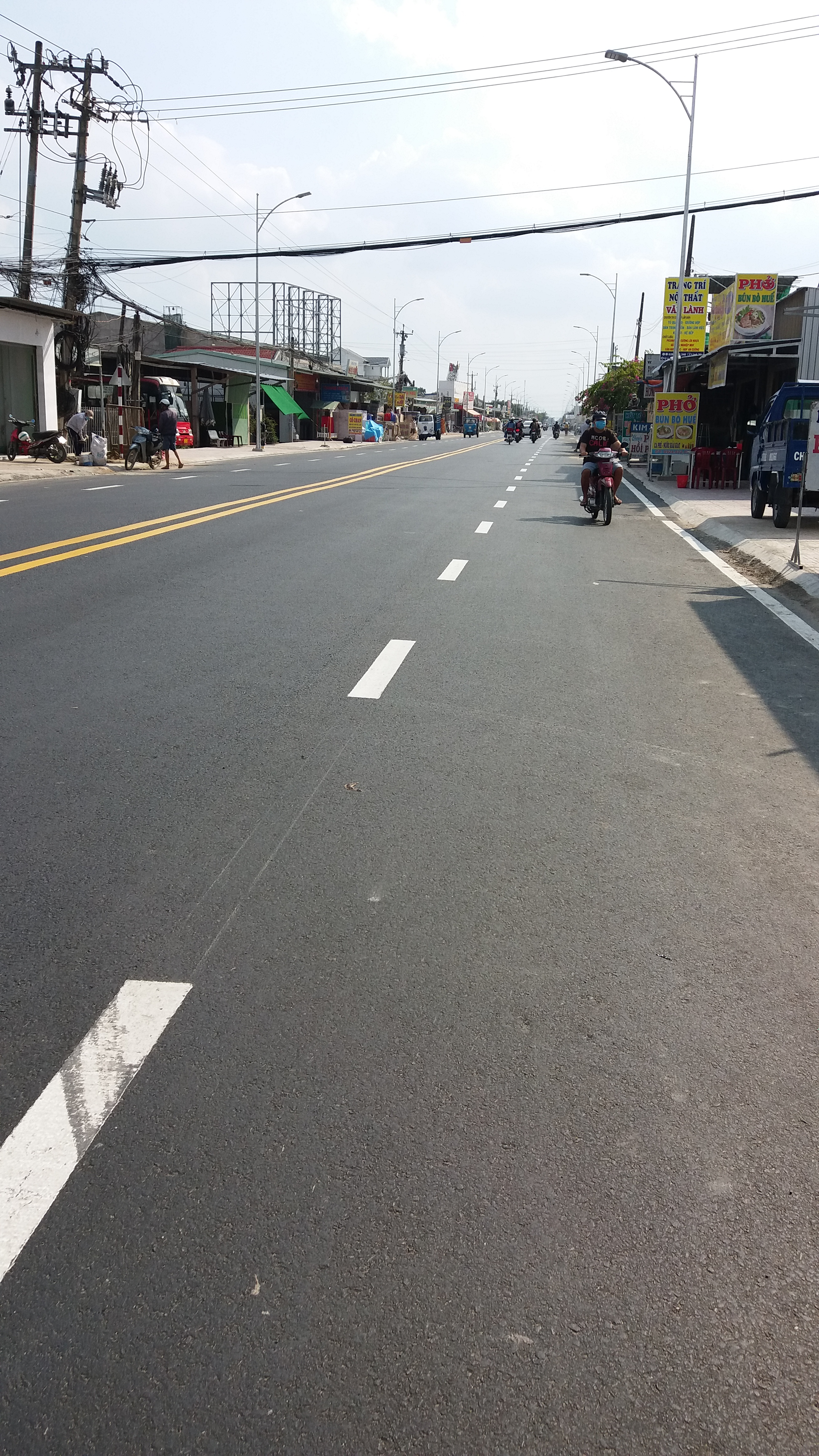
Tỉnh lộ 875.
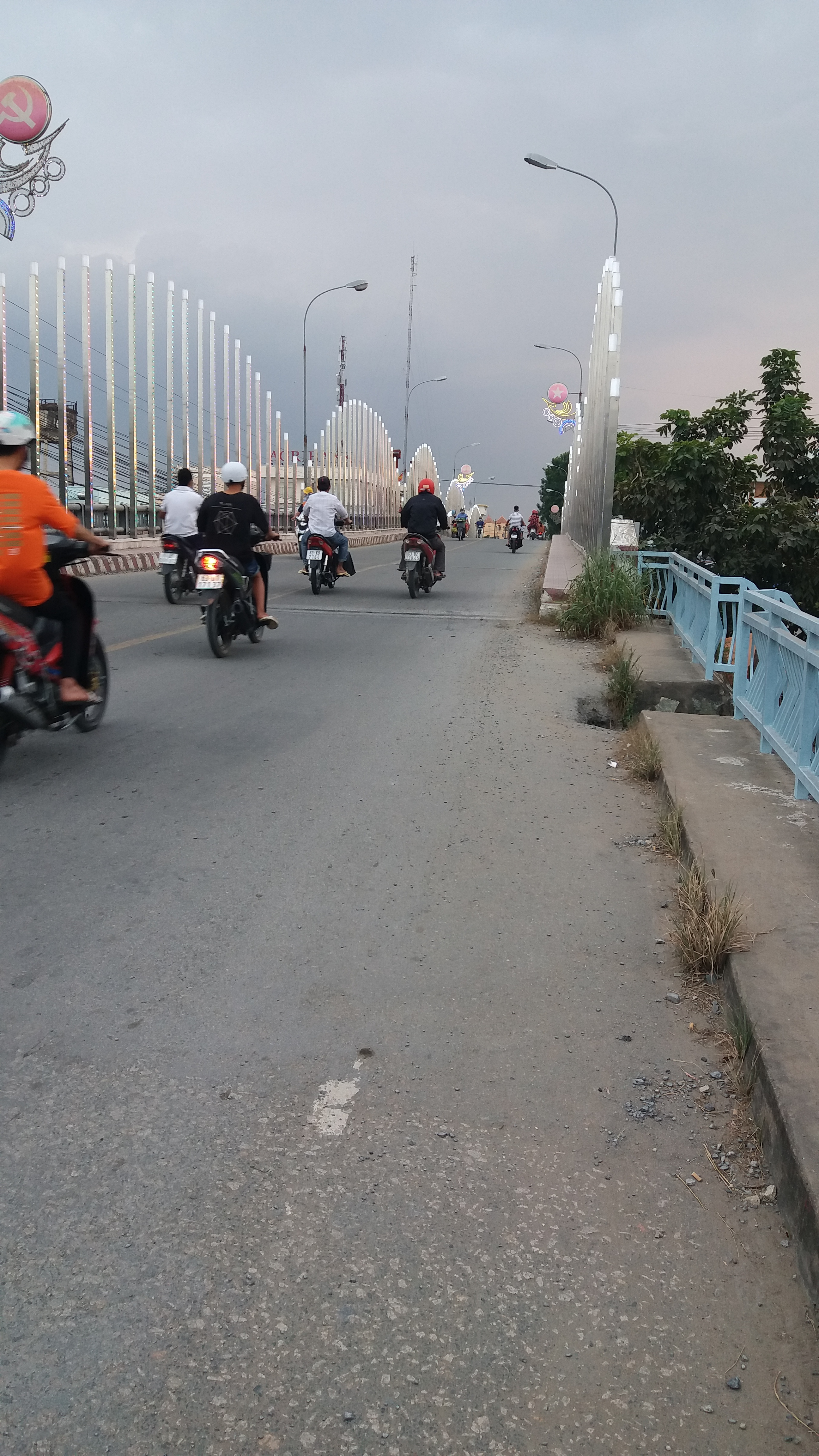
Cầu Cái Bè, tháng 1 năm 2022.
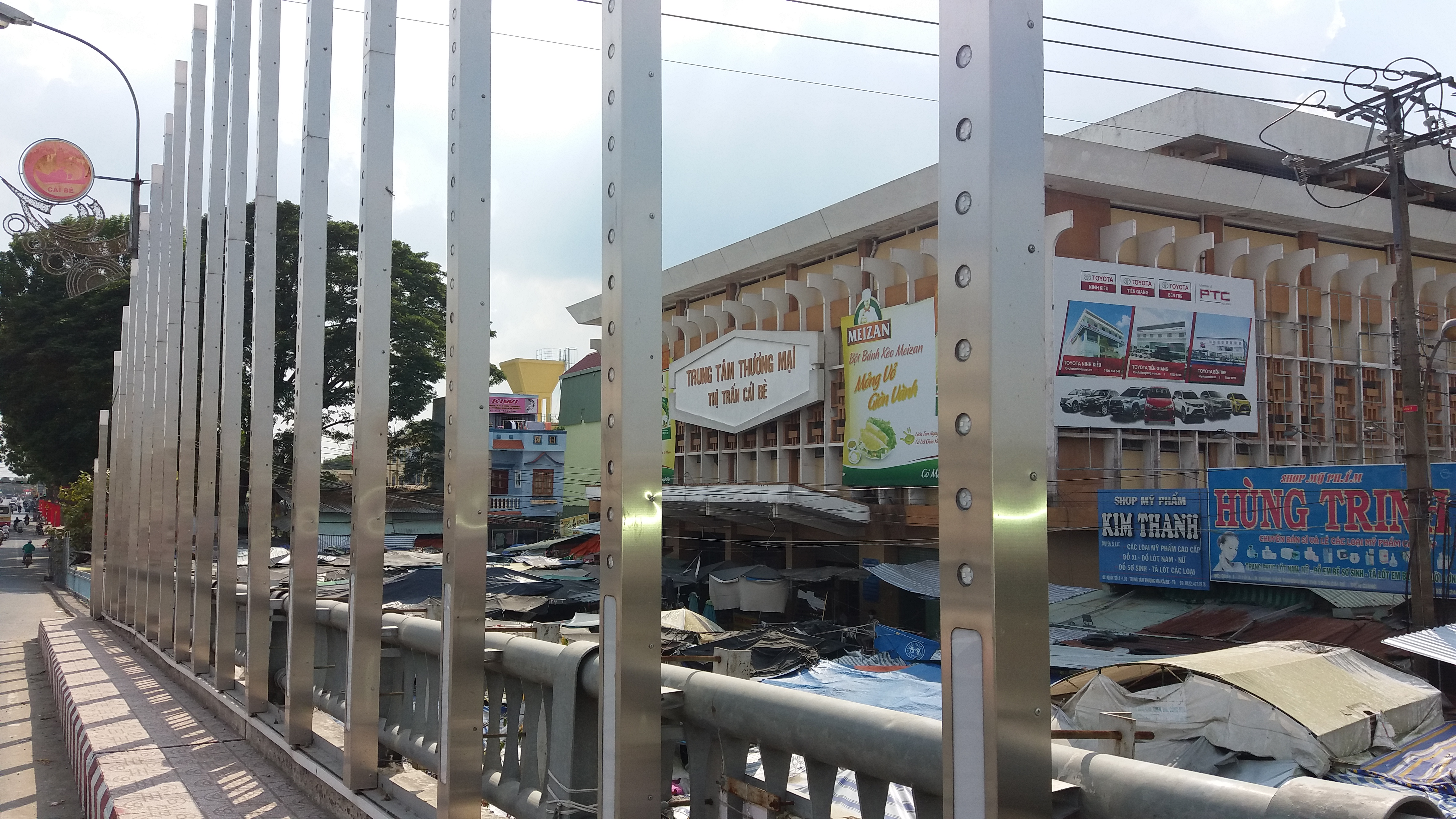
Trung tâm thương mại Cái Bè.
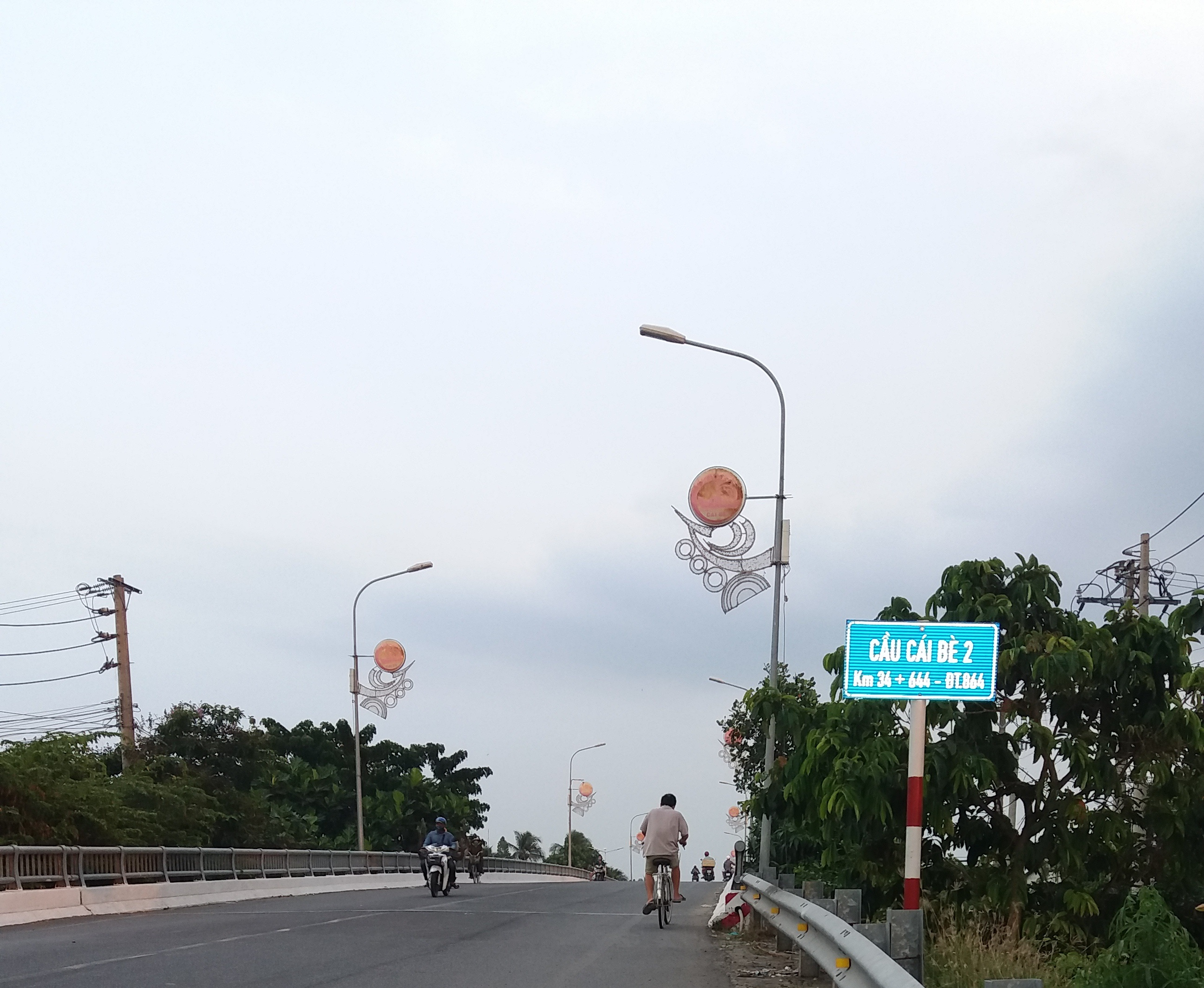
Cầu Cái Bè 2 (cầu Cái Bè mới), tháng 1 năm 2022.
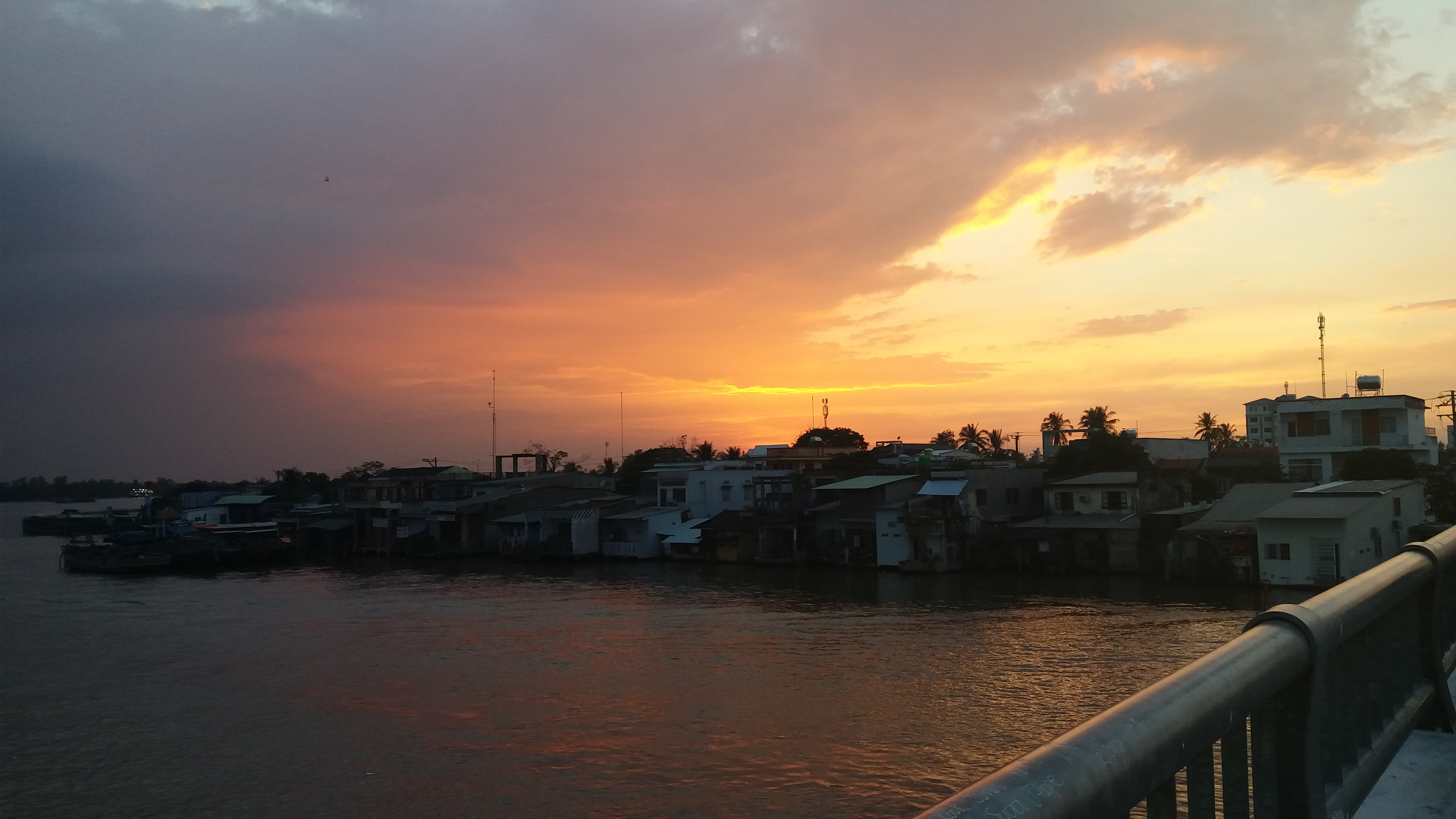
Cầu Cái Bè 2 vào lúc hoàng hôn nhìn qua một góc thị trấn Cái Bè cũ.
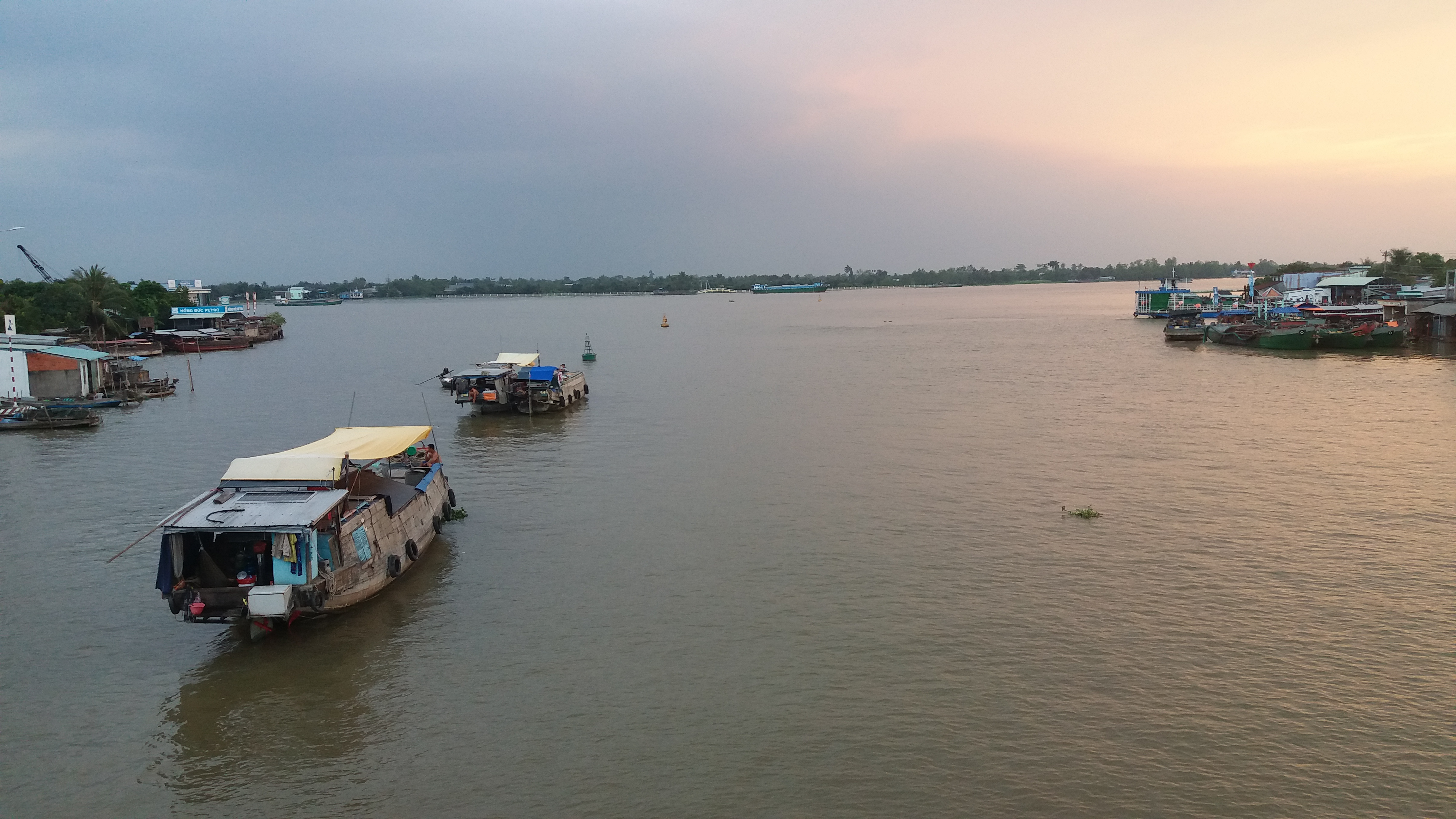
Vàm Long Hải, vị trí sông Cái Bè đổ vào sông Tiền.
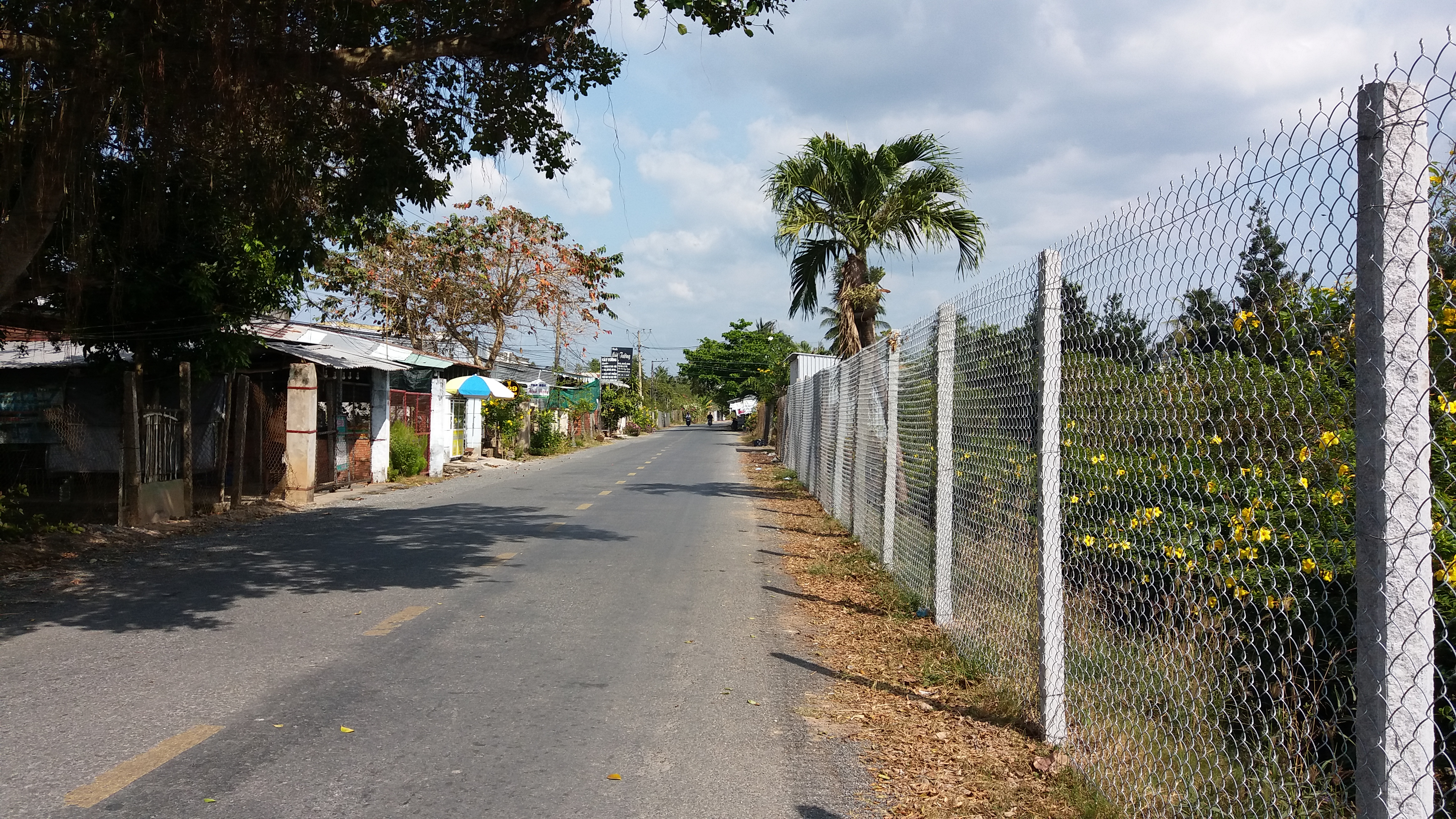
đường Xẻo Mây.
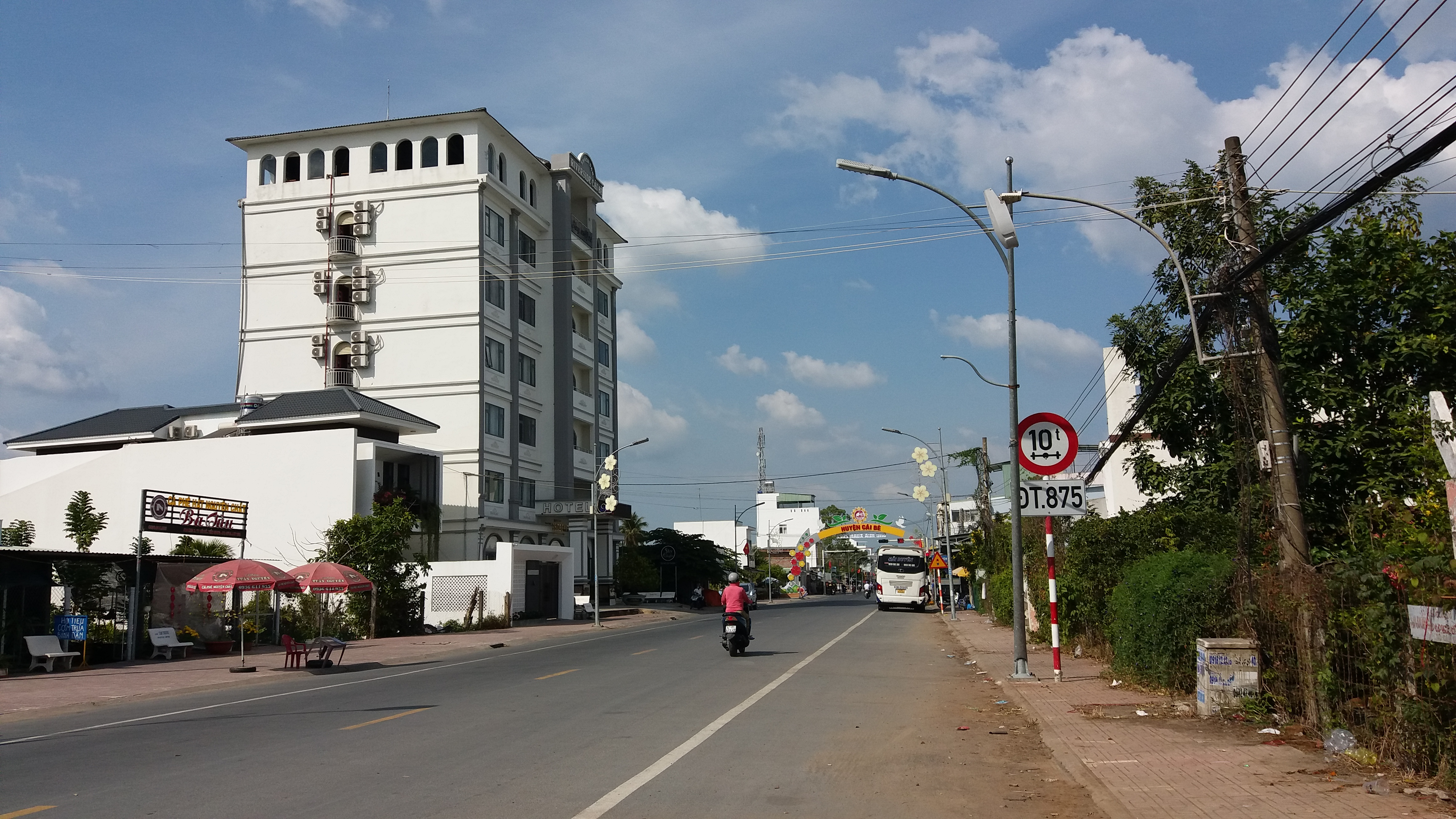
đoạn cuối Tỉnh lộ 875, gần sông Tiền.
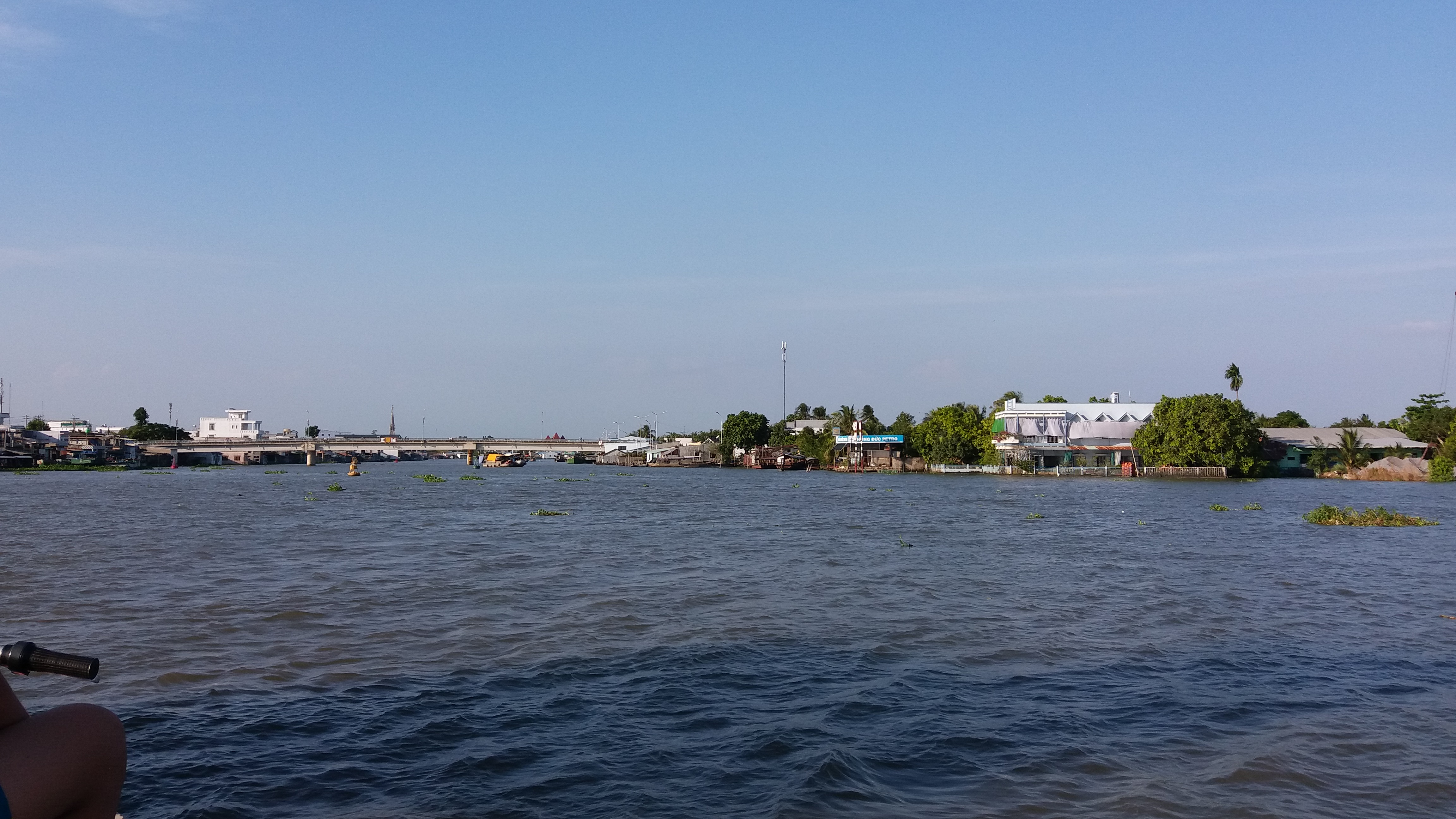
cầu Cái Bè 2, nhìn từ phà trên sông Tiền.

### Sách
- Lê Thông (2007). "Việt Nam đất nước con người". NXB Giáo dục.
- Huỳnh Lứa (2002). "Nam bộ đất & người, Tập 2". NXB Trẻ.
- Nguyễn Minh Tuệ (1996). "Địa lý du lịch: du lịch & văn hóa Việt Nam". NXB Thành phố Hồ Chí Minh.
- "Tạp chí cộng sản: cơ quan lý luận và chính trị của Đảng cộng sản Việt-Nam, Số phát hành 13-18". Ban chấp hành Trung ương Đảng cộng sản Việt-Nam. 2006.